# Jaderná elektrárna Vĩnh Hải
Jaderná elektrárna Vĩnh Hải (vietnamsky Nhà máy điện hạt nhân Vĩnh Hải) byla plánovaná jaderná elektrárna ve Vietnamu. Měla ležet u vesnice Vĩnh Hải v okrese Ninh Hải v provincii Ninh Thuận. Měla se stát druhou jadernou elektrárnou v zemi.

## Historie a technické informace
Vietnam již v 80. letech intenzivně pracoval na komerčním využití jaderné energie. K tomuto účelu bylo v předběžné studii vyhledáno šest vhodných lokalit, které byly určeny zhruba v polovině 90. let.
Kolem roku 2007 Japonsko poprvé nabídlo výstavbu jaderné elektrárny. Toshiba se měla stát dodavatelem elektrárny v provincii Ninh Thuận a postavit ji do roku 2020. 4. června 2008 schválil parlament první jaderný zákon v zemi. Již v květnu 2008 Japonsko opět nabídlo svou pomoc při výstavbě jaderné elektrárny o výkonu zhruba 4000 MW. 25. listopadu bylo rozhodnuto o výstavbě první jaderné elektrárny v Phước Dinh a posléze druhé ve Vĩnh Hải. Zatím však stále nebylo zcela jasné, kdo elektrárny postaví. 31. října 2010 Japonsko podepsalo memorandum o porozumění ohledně výstavby druhé jaderné elektrárny v zemi. Podobně jako Rusko v případě elektrárny Phước Dinh, Japonsko jako budoucí dodavatelská země měla poskytnout úvěr na výstavbu díla ve Vĩnh Hải.
V září 2011 podepsala Japan Atomic Power Company smlouvu se státní energetickou společností Vietnam Electricity na zpracování studie proveditelnosti pro druhou elektrárnu v zemi. Kromě různých návrhů reaktorů bylo plánováno zvážit i další vhodné lokality jako alternativu k vesnici Vĩnh Hải. Podnítila to mimo jiné havárie reaktoru Fukušima-Daiichi v Japonsku v důsledku zemětřesení a tsunami v Tóhoku v březnu 2011.
Na konci května do začátku června 2014 odcestovali zástupci Mitsubishi Heavy Industries do Vietnamu, aby tam propagovali svou vlajkovou loď ATMEA1.
Výstavba elektrárny měla začít již v roce 2015. Na konci roku 2015 byl harmonogram posunut, takže výstavba měla začít až v roce 2024. V listopadu 2016 byl však projekt zrušen, protože vláda Vietnamu dospěla k závěru, že ceny uhlí a ropy jsou příliš nízké na to, aby se elektrárna vůbec vyplatila.

## Informace o reaktorech
| Reaktor    | Typ reaktoru | Výkon   | Výkon   | Zahájení výstavby                        | Připojení k síti                         | Uvedení do provozu                       | Uzavření |
| Reaktor    | Typ reaktoru | Čistý   | Hrubý   | Zahájení výstavby                        | Připojení k síti                         | Uvedení do provozu                       | Uzavření |
| ---------- | ------------ | ------- | ------- | ---------------------------------------- | ---------------------------------------- | ---------------------------------------- | -------- |
| Vĩnh Hải-1 | ATMEA1       | 1000 MW | 1150 MW | Plán na výstavbu zrušen v listopadu 2016 | Plán na výstavbu zrušen v listopadu 2016 | Plán na výstavbu zrušen v listopadu 2016 |          |
| Vĩnh Hải-2 | ATMEA1       | 1000 MW | 1150 MW | Plán na výstavbu zrušen v listopadu 2016 | Plán na výstavbu zrušen v listopadu 2016 | Plán na výstavbu zrušen v listopadu 2016 |          |
| Vĩnh Hải-3 | ATMEA1       | 1000 MW | 1150 MW | Plán na výstavbu zrušen v listopadu 2016 | Plán na výstavbu zrušen v listopadu 2016 | Plán na výstavbu zrušen v listopadu 2016 |          |
| Vĩnh Hải-4 | ATMEA1       | 1000 MW | 1150 MW | Plán na výstavbu zrušen v listopadu 2016 | Plán na výstavbu zrušen v listopadu 2016 | Plán na výstavbu zrušen v listopadu 2016 |          |